# سلوفينيا الإيجابية
سلوفينيا الإيجابية (بالسلوفينية: Pozitivna Slovenija) حزب سياسي سلوفيني يقع في وسط اليسار تأسس في 22 أكتوبر 2011 باسم «قائمة زوران يانكوفيتش – سلوفينيا الإيحابية»، وتقرر تعديل اسمه إلى «سلوفينيا الإيجابية» خلال مؤتمره الثاني في 21 يناير 2012. تقوده منذ يناير 2013 ألينكا براتوشيك.

## تاريخ الحزب
أعلن يانكوفيتش في 11 أكتوبر 2011، وكان حينها عمدة لوبلانا، أنه سيشارك في الانتخابات البرلمانية المبكرة بعد سقوط حكومة رئيس الوزراء بوروت باهور، وتم إقرار النظام الداخلي للحزب في 22 أكتوبر 2011 وانتخب يانكوفيتش بالإجماع رئيساً للحزب.
قال يانكوفيتش أن الحزب يهدف إلى بناء دولة مستقرة واجتماعية وآمنة بمعدل نمو سنوي 4% وعجز ميزانية لا يتجاوز 3%، وأنه يسعى ليجعل سلوفينيا من أكثر الدول فعالية في العالم.
حصل حزب سلوفينيا الإيجابية على 28.51% من أصوات الناخبين في انتخابات 2011، وبذلك استلم 28 مقعداً في البرلمان، أكثر من أي حزب آخر، وكان من المتوقع أن يصبح يانكوفيتش رئيس وزراء، لكن بعض الأحزاب التي فاوضها انسحبت وانضمت إلى ائتلاف وسط اليمين.

## تهم الفساد
اتهمت لجنة منع الفساد بجمهورية سلوفينيا يانكوفيتش بالفساد في يناير 2013 فقرر الحزب تعليق كافة مناصبه الحزبية، وأصبحت ألينكا براتوشيك رئيسة للحزب.